# Les Thons
Les Thons ist eine französische Gemeinde mit 97 Einwohnern (Stand: 1. Januar 2022) im Département Vosges in der Region Grand Est. Sie gehört zum Arrondissement Neufchâteau und zum Kanton Darney. Die Gemeinde besteht aus den Ortschaften Le Grand Thon und Le Petite Thon.

## Geographie

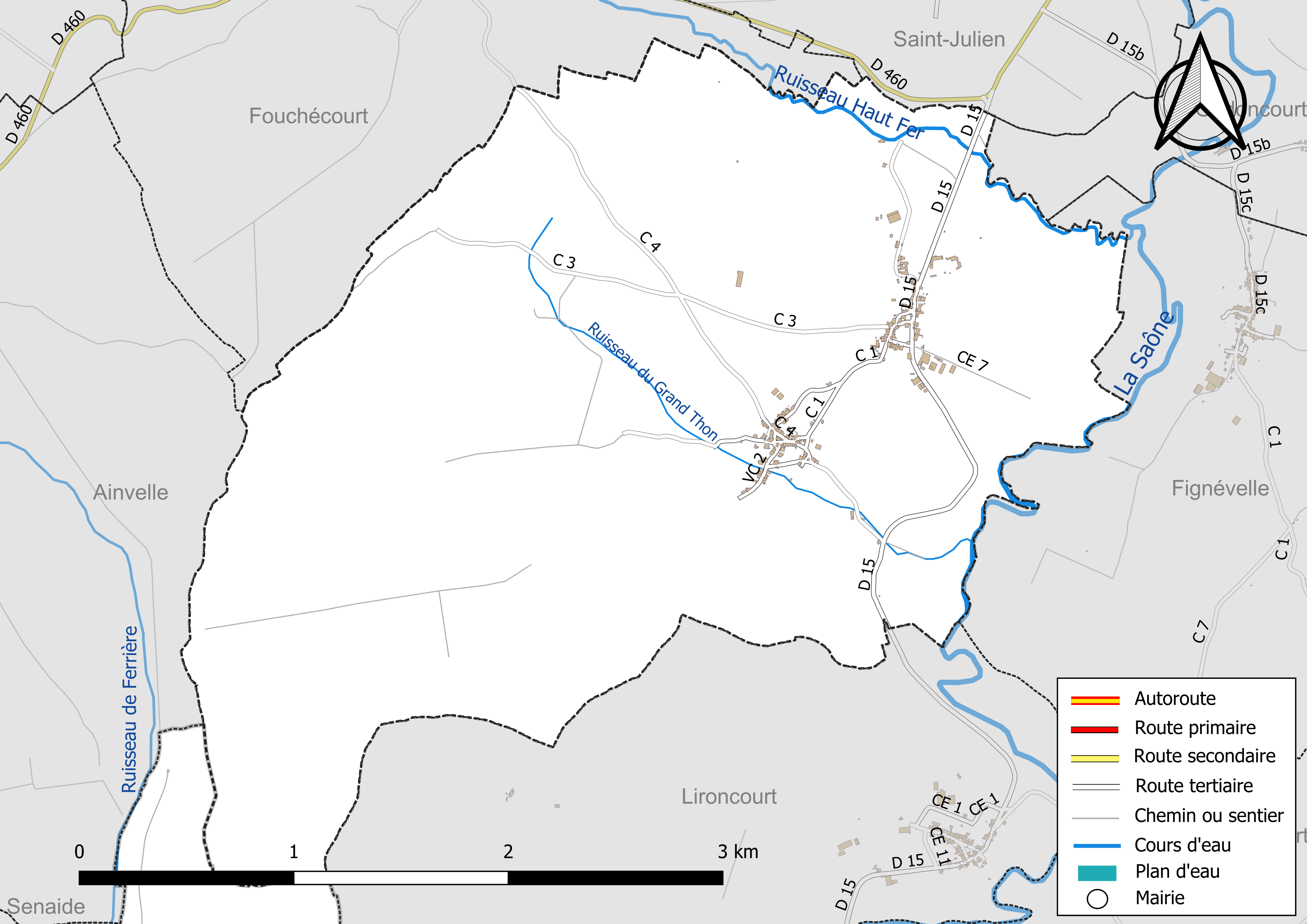
Gewässer und Straßen der Gemeinde

Les Thons liegt in Lothringen an der Grenze zum benachbarten Département Haute-Saône, etwa 24 Kilometer südlich von Vittel und etwa 48 Kilometer südwestlich von Épinal am rechten Ufer der oberen Saône. Die Gemeinde liegt im Einzugsgebiet der Rhone und wird neben der Saône vom Ruisseau Haut Fer und dem Ruisseau du Grand Thon entwässert. Zwei Drittel des Gemeindegebiets werden landwirtschaftlich genutzt.
Umgeben wird Les Thons von den Nachbargemeinden Fouchécourt im Norden, Saint-Julien im Nordosten, Godoncourt und Fignévelle im Osten, Lironcourt im Süden, Fresnes-sur-Apance (Haute-Saône) im Südwesten sowie Ainvelle im Westen.

## Sehenswürdigkeiten
- Früherer Franziskanerkonvent mit der Kirche Notre-Dame-des-Neiges, 1452 gegründet
- Kirche Saint-Pierre-ès-Liens
- Kirche Saint-Pancrace aus dem 15. Jahrhundert
- Pfarrhaus
- Schloss Les Thons aus dem 17. Jahrhundert
- Römische Brücke

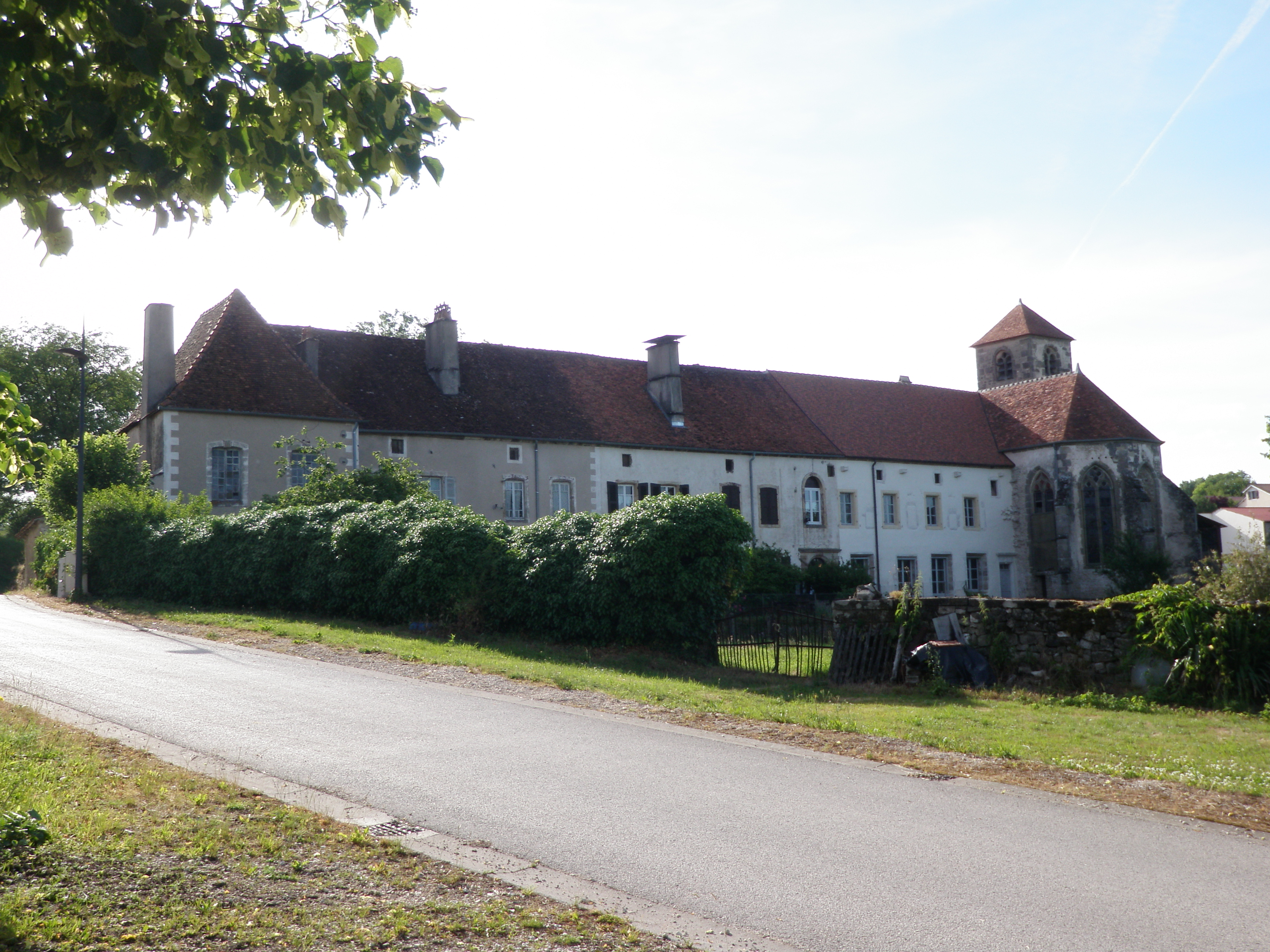
Franziskanerkonvent
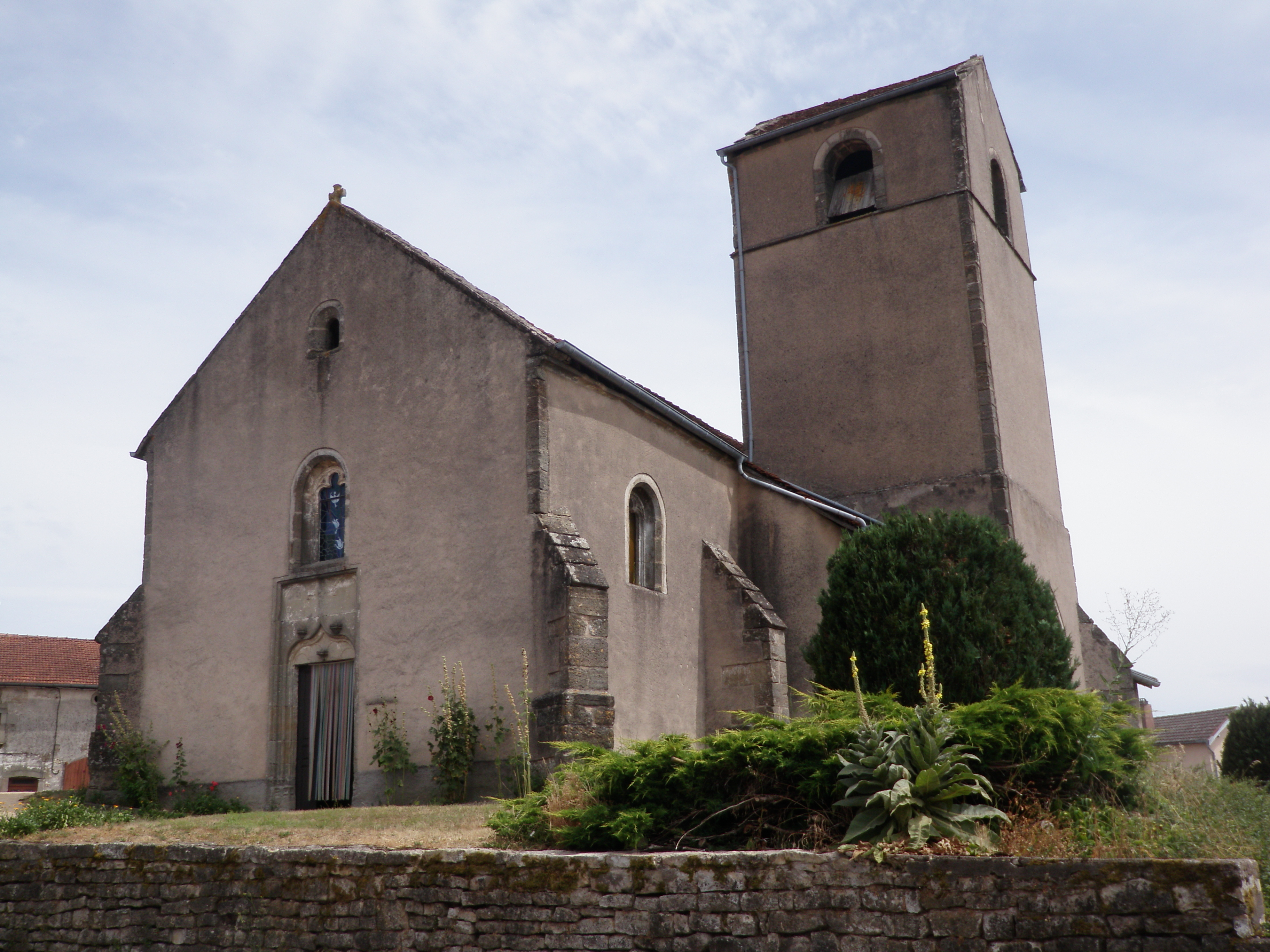
Kirche Saint-Pierre-ès-Liens
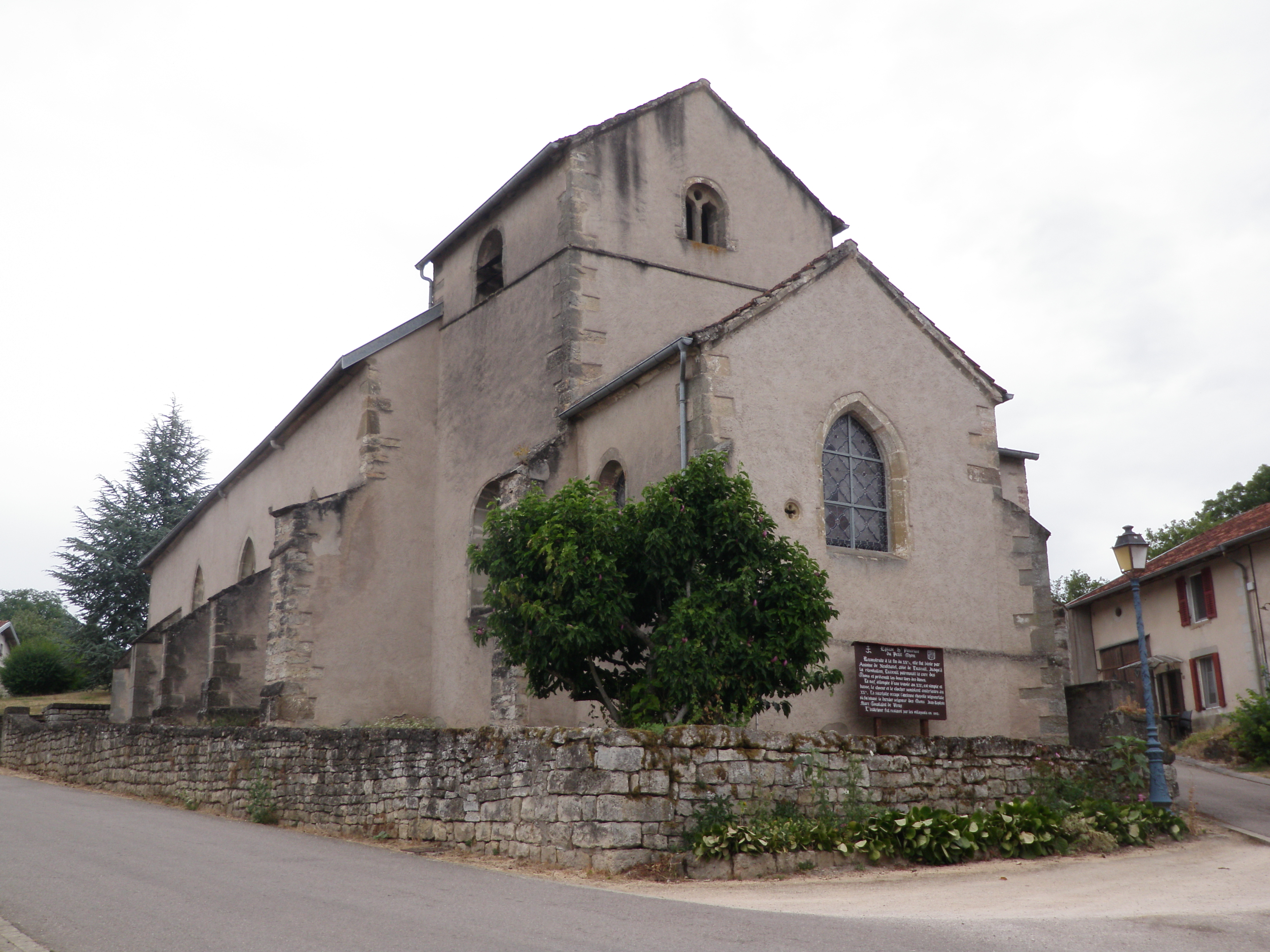
Kirche Saint-Pancrace
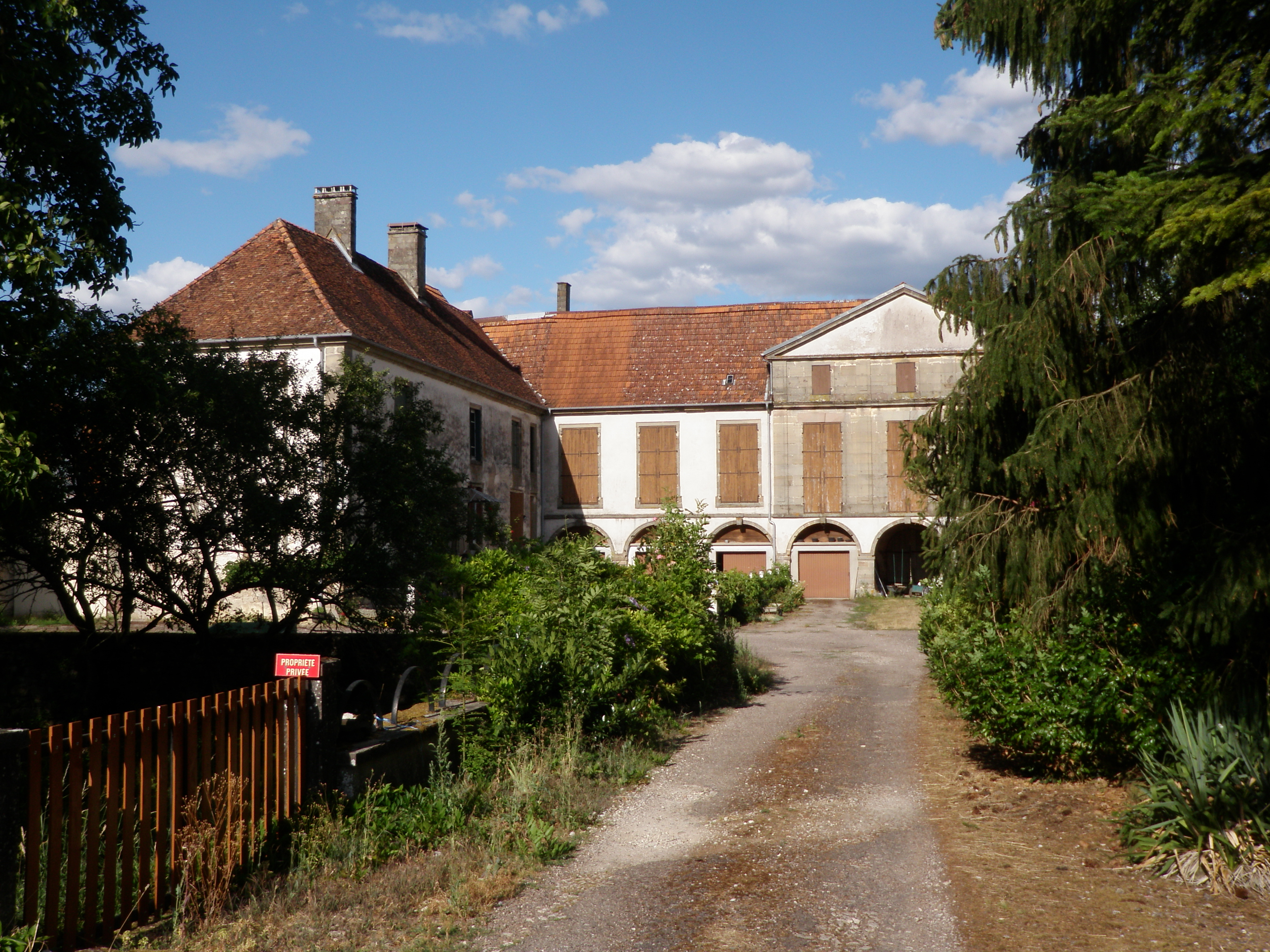
Schloss Les Thons